# Schlossgarten (Osnabrück)

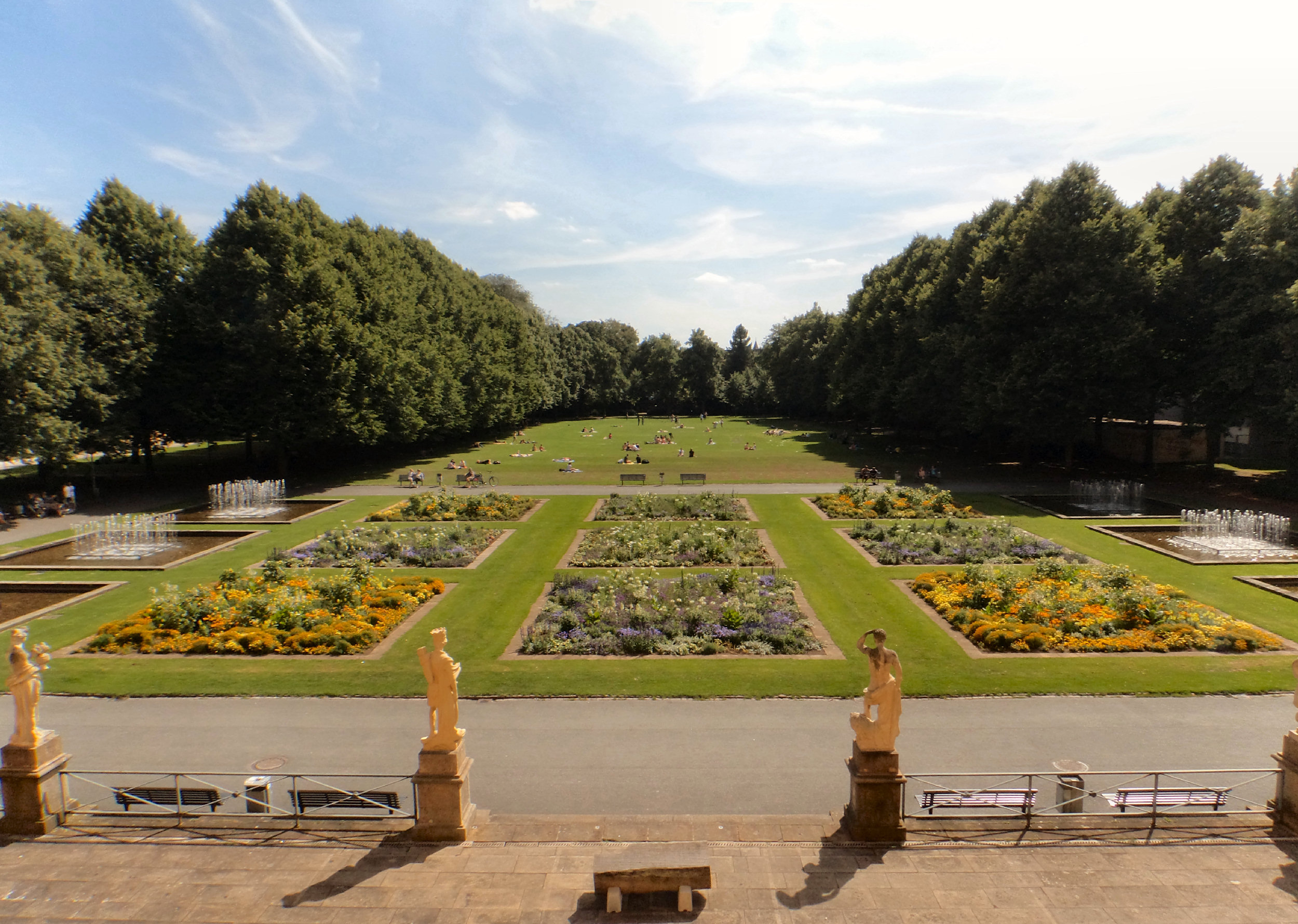
Blick vom Schloss in den Schlossgarten

Der Schlossgarten ist die größte Parkanlage im Osnabrücker Stadtteil Innenstadt. Er wurde im 17. Jahrhundert kurz nach der Errichtung von Schloss Osnabrück angelegt.

## Geschichte

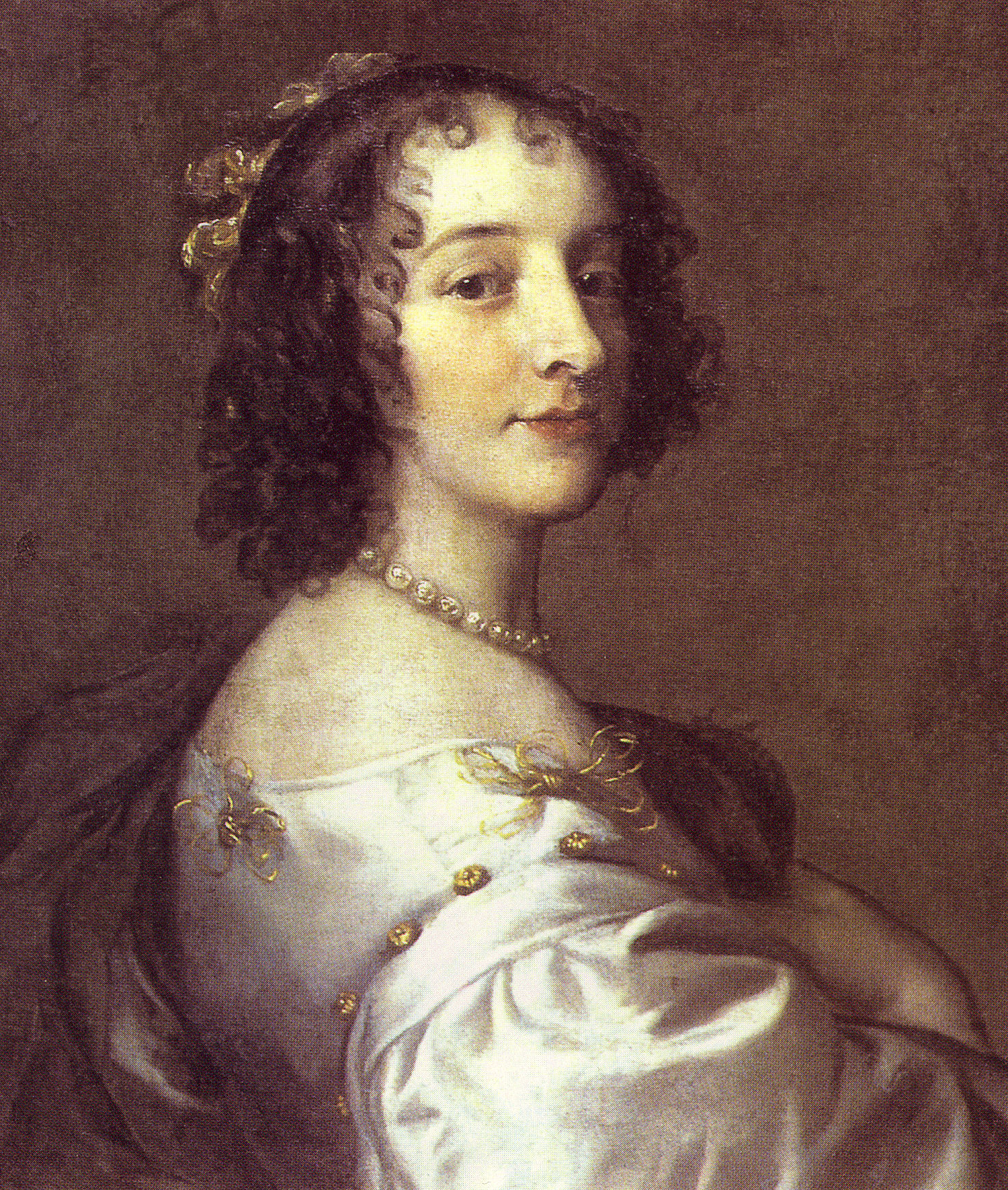
Sophie von der Pfalz beeinflusste die Gestaltung des Schlossgartens

1673 bezog die Familie von Fürstbischof Ernst August I. von Braunschweig-Lüneburg und seiner Frau Sophie von der Pfalz die von ihnen neu erbaute Residenz, das Schloss Osnabrück. Der Schlossgarten mit einer Fläche von mehr als drei Hektar wurde 1674 von dem französischen Gartenarchitekten Martin Charbonnier geplant. Er war später auch an der Weiterentwicklung des Großen Gartens in Herrenhausen beteiligt. Sophie berichtete über die Arbeiten im Schlossgarten: „Ich stehe alle Morgen um sechs Uhr auf. Dann beobachte ich die Soldaten, die unseren Garten vergrößern und ihn mit einem Kanal umgeben. Er ist noch nicht sehr schön, aber es freut mich, ihn fortschreiten zu sehen. Ich hoffe, meine Tage hier zu beschließen; ich werde es niemals bequemer haben.“ Im Zentrum des symmetrischen Parks mit Mittelachse wurde ein Wasserbecken angelegt; ein Wald bildete den südlichen Abschluss.
Weitere Anregungen bezog Sophie auf ihrer Frankreich-Reise 1679, wo sie sich beim Besuch vieler Schlösser und Gärten inspirieren ließ; besonderen Eindruck machten ihr die Schlösser und Parks von Liancourt und Saint-Cloud. Als die Familie 1680 nach Hannover zurückzog, da Ernst Augusts älterer Bruder Johann Friedrich ohne Erben gestorben war und dieser seine Nachfolge als Herrscher im Fürstentum Calenberg antrat, trauerte Sophie der Osnabrücker Residenz nach: „Ich werde mein Leben lang den Garten und das Schloss in Osnabrück vermissen. Mein Garten, meine Blumen, mein Haus, meine Möbel: Ich finde mich dieser Freuden auf einmal beraubt.“

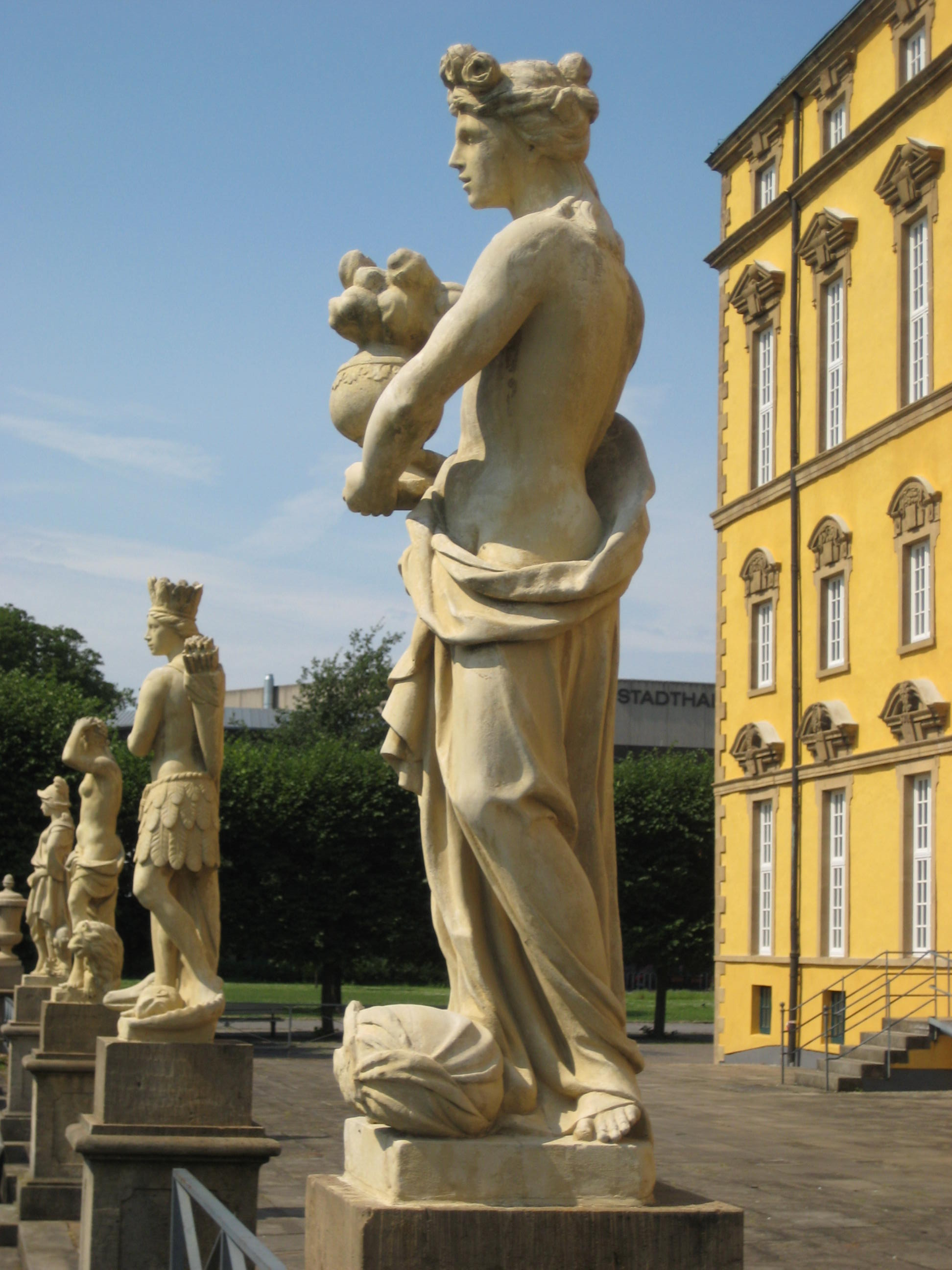
Skulpturen (um 1740) im Schlossgarten

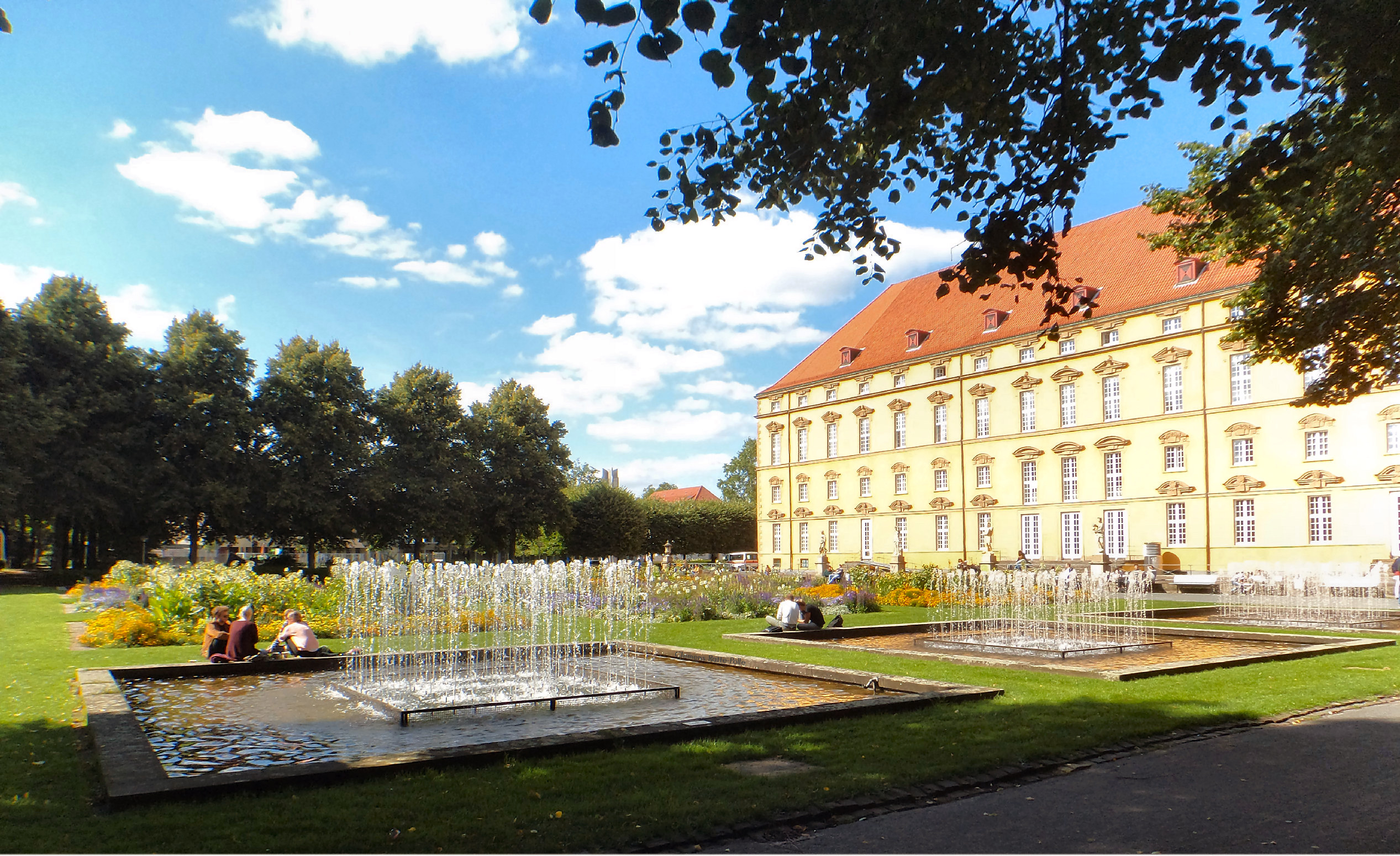
Gartenfront des Schlosses

Auf der Terrasse des Schlosses stehen vier Skulpturen, die vermutlich um 1740 von einem Schüler des Barockbaumeisters Johann Conrad Schlaun angefertigt wurden. Es sind Allegorien auf die Kontinente Europa, Asien, Afrika und Amerika. Sie wurden 1965 vom früheren Rittergut in Eggermühlen nach Osnabrück gebracht, nachdem sie zuvor gründlich restauriert worden waren. 1976 wurden die Skulpturen erneut überholt. Die Europa-Allegorie war Mitte der 1980er Jahre vom Sockel gestoßen worden und wurde 1986 repariert. 1996 waren die Schäden durch Verschmutzung und Vandalismus so groß geworden, dass die Skulpturen erneut restauriert wurden.
In der Nachkriegszeit des Zweiten Weltkriegs benutzte das britische Militär – Osnabrück lag in der britischen Besatzungszone – den Schlossgarten für seine Zwecke. Er bot eine zentral gelegene Freifläche in öffentlicher Hand in der Nähe der Standkommandantur im „Hampden House“, der Villa Schlikker, lag gegenüber dem ehemaligen Offizierskasino am Neuen Graben, in dem der Verbindungsoffizier seinen Sitz hatte und sich verschiedene weitere Dienststellen befanden, in Nachbarschaft des Ledenhofs, an dem in einer Nissenhütte Filme zur Re-Education gezeigt wurden und sich die Bücherei „Brücke“ befand, sowie in der Nähe der für Dienststellen beschlagnahmten Villen an der Bergstraße und etwa gleich weit entfernt von den Kasernen am Stadtrand. Ab 1949 wurde der Barackenkomplex des „Social Centre Osnabruck“ errichtet. Neben einigen Holz- und Steinbaracken waren es größere Nissenhütten aus halbrunden Wellblechplatten mit gemauerten Giebelwänden. Ein vom Turm der Katharinenkirche 1957 aufgenommenes Foto zeigt die gedrängte Bebauung. Untergebracht waren darin das Kino „Globe“ und weitere Freizeit- und Sporteinrichtungen der NAAFI für Militärangehörige und deren Familienmitglieder einschließlich Einkaufsläden mit einem reichhaltigen und preisgünstigen Angebot auch von Lebens- und Genussmitteln. Deutsche hatten keinen Zutritt.
Im Laufe des fortschreitenden Wiederaufbaus des Schlosses und der Stadt stieß die Nutzung des Schlossgartens in der Öffentlichkeit zunehmend auf Unmut: Bürgervereine richteten Eingaben an den Oberbürgermeister, die örtlichen Tageszeitungen kritisierten den „Schandfleck“, die Stadtverwaltung bedrängte die britischen Instanzen. 1960 fiel die Entscheidung zur Verlegung des „Social Centre“ in Neubauten an der Sedanstraße/Barbarastraße, wo es bis 2013 bestand. Am 2. August 1962 ging die Fläche an die Stadt zurück, der Abbruch der Gebäude begann am 27. August 1962. Der Schlossgarten aus der Barockzeit wurde erheblich vergrößert. Er reicht seitdem vom Schlosswall zur Kolpingstraße und vom Neuen Graben bis zur Ritterstraße und schloss den botanischen Schulgarten ein. Nördlich des Ratsgymnasiums wurde der naturwissenschaftliche Trakt errichtet. In den 1960er Jahren wurde der Garten von Werner Lendholt neu angelegt.
Am 21. Februar 2019 verabschiedete der Stadtrat einen Antrag zur Umgestaltung des Schlossparks. Der Spielplatz des Schlossgartens musste für einen Erweiterungsbau des Studierendenzentrums verlegt werden, und der Schlossgarten selbst sollte weniger versiegelte Flächen bekommen.
Im April 2019 wurde als Vorbereitung zur Umgestaltung eine am Südende des Schlossgartens befindliche Sozialunterkunft abgerissen. Das baufällige Gebäude wurde auch als Geräteunterstand der OSB (Osnabrücker Servicebetriebs) genutzt. Die Arbeiten für die Umgestaltung begannen im Oktober 2020.

### Schlossgarten Open Air
Seit 2015 wird im Osnabrücker Schlossgarten jährlich im Sommer das Musikfestival Schlossgarten Open Air mit nationalen und internationalen Künstlern veranstaltet. Die Bühne wird vor der Schlossterrasse aufgebaut, der Zuschauerbereich befindet sich auf der Schlosswiese. Von 2015 bis 2024 umfasste das Festival zwei Abende, 2025 wird es erstmals dreitägig veranstaltet. Pro Abend besuchen bis zu 12.000 Zuschauer das Festival. Veranstalter ist die Goldrush Festival GmbH, die zum Umfeld des Osnabrücker Rosenhofs gehört. 2020 und 2021 fiel die Veranstaltung wegen der COVID-19-Pandemie aus, im Jahr 2022 wurde sie wieder aufgenommen.
| Jahr | Datum              | Freitag                                                          | Samstag | Sonntag                              |
| ---- | ------------------ | ---------------------------------------------------------------- | --- | ------------------------------------ |
| 2015 | 17. und 18. Juli   | Gregor Meyle, Tonbandgerät, Revolverheld                         | Die Fantastischen Vier, Seven                                                                               |                                      |
| 2016 | 5. und 6. August   | Mark Forster, Rea Garvey, Max Giesinger & Band, Walking on Cars  | Cro (MTV Unplugged), Vona                                                                                   |                                      |
| 2017 | 4. und 5. August   | Andreas Bourani, Silbermond, Wincent Weiss                       | Afrob, Beginner, Samy Deluxe                                                                                |                                      |
| 2018 | 10. und 11. August | Donots, Dropkick Murphys, Fiddler’s Green                        | Sarah Connor, Nena, Daniel Wirtz                                                                            |                                      |
| 2019 | 16. und 17. August | Max Giesinger, Michael Patrick Kelly, Lotte                      | Jan Delay & Disko No. 1, Samy Deluxe (MTV Unplugged), Christian Steiffen                                    |                                      |
| 2022 | 26. und 27. August | Bosse, Clueso, Luna                                              | Die Fantastischen Vier, Flo Mega & The Ruffcats, DJ Thomilla (abgesagt aufgrund einer Verletzung von Smudo) |                                      |
| 2023 | 18. und 19. August | Die Fantastischen Vier, Flo Mega & The Ruffcats, DJ Thomilla     | Cro, Majan                                                                                                  |                                      |
| 2024 | 9. und 10. August  | Robin Schulz (Support: Dabruck & Klein, Stil & Bense, Wave Wave) | Pur (Support: Batomae, Franziska Kleinert)                                                                  |                                      |
| 2025 | 15. bis 17. August | Paul Kalkbrenner (Support: Jimi Jules, K-Paul)                   | Johannes Oerding                                                                                            | Nile Rodgers & Chic, Kool & The Gang |